# Sean Kingston
Sean Kingston, pseudonimo di Kisean Paul Anderson (Miami, 3 febbraio 1990), è un cantante giamaicano.

## Biografia
Kingston nasce il 3 febbraio 1990 a Miami, e frequenta la Ocho Rios High School a Ocho Rios, Saint Ann Parish, Giamaica. Suo nonno paterno era il produttore Lawrence Lindo, conosciuto come Jack Ruby.
Il giovane cantante debutta nell'estate del 2007 con il singolo Beautiful Girls, primo estratto dal suo album d'esordio Sean Kingston, sotto le etichette Epic Records e Coach Records. Il primo singolo, dalle sonorità reggae, contiene un campionamento di Stand by Me di Ben E. King e ottiene un gran successo in Inghilterra venendo remixata e coverata da numerosi artisti tra cui una coetanea del cantante, Jojo. Vengono poi estratti Me Love, contenente il campionamento di D'Yer Mak'er dei Led Zeppelin, Take You There e There's Nothin, nata dalla collaborazione con la cantante sua coetanea Paula DeAnda.
Nel 2009 avrebbe dovuto recitare nel film "Notorious B.I.G." ma i suoi legali e produttori discografici rifiutarono nettamente la partecipazione dell'artista.
Vanno infine ricordate le collaborazioni, nel secondo album Tomorrow, con il gruppo dei Good Charlotte (gruppo pop-punk statunitense) per Shoulda Let U Go, con il rapper haitiano Wyclef Jean per Ice Cream Girl e nella fine del 2009 nel brano "Feel It" del gruppo rap Three 6 Mafia e del dj olandese Tiësto.
Il 29 maggio 2011 rimane coinvolto in un grave incidente con un acquascooter a Miami: il rapper perde il controllo del mezzo e si schianta contro il Palm Island Bridge. Le condizioni di Kingston sono apparse subito gravi: l'artista, soccorso da un diportista di passaggio, è stato subito trasferito d'urgenza al Jackson Memorial Hospital e ricoverato in terapia intensiva. Il 7 agosto sul palco dei Teen Choice Awards dichiara di essersi pienamente ristabilto, ringraziando fans e colleghi per il supporto mostratogli durante la convalescenza.
Nel 2018 collabora con i produttori italiani Takagi & Ketra cantando insieme a Giusy Ferreri nel singolo Amore e capoeira, uscito il 1 Giugno.

## Discografia

### Album in studio
- 2007 - Sean Kingston
- 2009 - Tomorrow
- 2013 - Back 2 Life
- 2022 - Road to Deliverance

### Mixtape
- 2011 - King of Kingz

### Singoli
- 2007 - Beautiful Girls
- 2007 - Me Love
- 2007 - Take You There
- 2008 - There's Nothin (featuring Paula DeAnda)
- 2009 - I'm At War (featuring Lil Wayne)
- 2009 - Fire Burning
- 2009 - Face Drop
- 2010 - Letting Go (Dutty Love)
- 2010 - Party All Night (Sleep All Day)
- 2011 - Won't Stop (featuring Justin Bieber)
- 2012 - Back 2 Life (Live It Up) (featuring T.I.)
- 2012 - Rum and Rayband (featuring Chery Lloyd)
- 2013 - Beat It (featuring Chris Brown e Wiz Khalifa)
- 2016 - Thank Me
- 2016 - All I Got
- 2017 - Fall
- 2017 - Trust Me
- 2017 - Breather
- 2017 - Holding Back
- 2019 - Peace of Mind
- 2020 - Vibes Crazy
- 2021 - Darkest Time
- 2021 - One by One
- 2021 - Love Is Wonderful

### Collaborazioni
- 2007 - Love Like This (Natasha Bedingfield featuring Sean Kingston)
- 2007 - Big Girls Don't Cry (Fergie) (Remix) (Fergie featuring Sean Kingston)
- 2007 - What Is It (Baby Bash featuring Sean Kingston)
- 2008 - That's Gangsta (Bun B featuring Sean Kingston)
- 2008 - Still in Love (Girlicious featuring Sean Kingston)
- 2010 - Eenie Meenie (Sean Kingston featuring Justin Bieber)
- 2013 - Beat It (Sean Kingston featuring Chris Brown featuring Wiz Khalifa)
- 2015 - Sina see (Iraj Weeraratne)
- 2018 - Amore e capoeira (Takagi & Ketra featuring Giusy Ferreri)
- 2021 - Killin' me Softly (MasterM featuring Sean Kingston)

### Partecipazioni
- 2007 - Love Like This (featuring Natasha Bedingfield)
- 2007 - Big Girls Don't Cry (Remix) (featuring Fergie)
- 2007 - Too Young (Lil Fizz featuring Sean Kingston)
- 2007 - Shorty Got Back (Eric Jay featuring Francisco & Sean Kingston)
- 2007 - Doin' Dat (Clyde Carson featuring Sean Kingston)
- 2007 - Like This (remix) (Mims featuring She Dirty, Sean Kingston, Red Cafe, & N.O.R.E.)
- 2007 - Real D-Boy (Triple C feauring. Sean Kingston)
- 2007 - Kush Blow (Smoke & Numbers featuring Den 10 & Sean Kingston)
- 2007 - Welcome two My Hood (Ya Boy featuring Sean Kingston)
- 2007 - Dollar Bill (Remix) (Red Cafe featuring Jermaine Dupri, Juelz Santana, Sean Kingston & Busta Rhymes)
- 2008 - Roll (Flo-Rida featuring Sean Kingston)
- 2008 - Yahama mama (Soulja Boy featuring Sean Kingston)
- 2009 - Change (U.G.O featuring Sean Kingston)

## Televisione
Sean Kingston ha inoltre partecipato ad un episodio di Zack e Cody sul ponte di comando andato in onda in Italia il 17 marzo 2011 sul canale Disney Channel, cantando Dumb love.